# 예잡고우

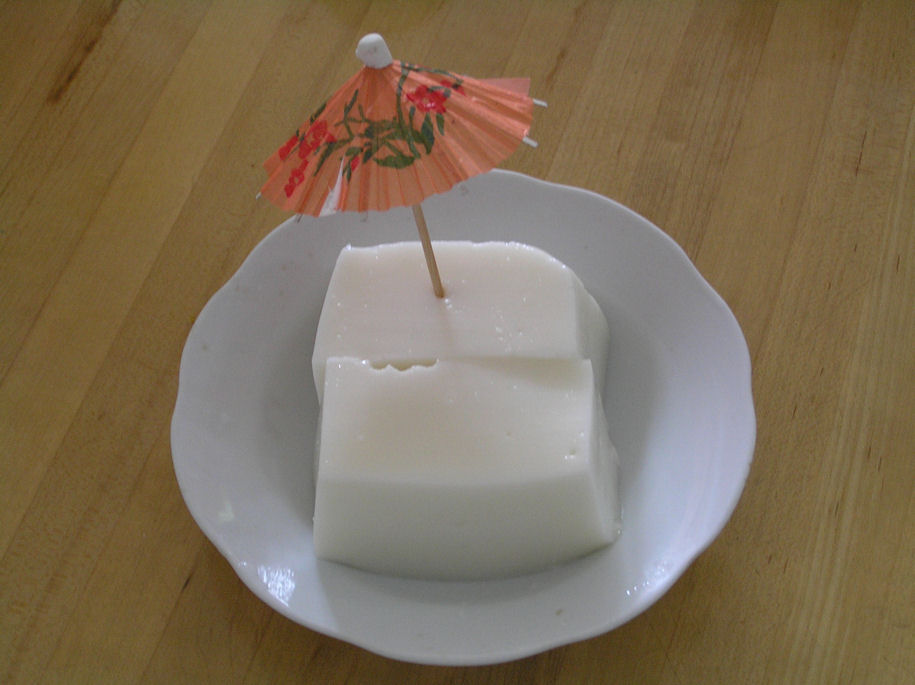
예잡고우

예잡고우(광둥어: 椰汁糕, 중국어: 椰汁糕 예즈가오[*])는 중국 요리의 일종으로, 홍콩, 대만, 중국 남부와 차이나타운에서 찾아볼 수 있는 딤섬용 디저트이다. 코코넛즙을 굳혀 만든 것으로 달고 부드러우며 탱탱한 식감이나, 젤라틴처럼 완전 투명하지는 않고 흰색을 띈다. 영어로는 코코넛 바 (coconut bar)라고 부르며, 코코넛 푸딩 (coconut pudding)이라고도 하지만 엄밀히 말해서 푸딩의 일종으로 취급되지는 않는다.
예잡고우의 주재료는 코코넛 밀크이며 여기에 밀전분과 옥수수 전분을 섞거나, 한천과 젤라틴을 섞는다. 전체적으로 달달한 맛이며 가끔씩 여기에 말린 코코넛을 뿌리기도 한다. 식감은 재료를 뭘로 했느냐에 따라 부드럽고 탱글탱글한 것 (젤라틴과 한천)에서부터 크림 같은 것 (전분)까지 다양하다. 가끔씩 이 안에 속을 넣는 경우도 있지만, 딤섬으로 나올 경우에는 안에 아무것도 넣지 않는 것이 보통이다.

## 같이 보기
- 망고 푸딩 - 중국과 대만 등지의 푸딩
- 마하 블랑카 - 스페인의 푸딩
- 하우피아 - 하와이의 푸딩